# گراوو
گراوو (به هلندی: Graauw) یک منطقهٔ مسکونی در هلند است که در هولست واقع شده‌است. گراوو ۹۵۶ نفر جمعیت دارد.